# Herbertus van Heeze
Herbertus van Heeze was een heer van Heeze, Leende en Zesgehuchten. Deze heer is de eerste heer van Heeze die uit schriftelijke bronnen bekend is. Het betreffende document, uit circa 1197, behelst de schenking van het allodium Sterksel aan de abdij van Averbode. In 1211 schonk hij, of een opvolger een derde van zijn tienden voor het onderhoud van de kapel te Sterksel.
In de tijd van Herbertus bestond Kasteel Eymerick te Heeze reeds. Zowel de hertog van Gelre, Otto I als die van Brabant, Godfried III hadden rechten in de Kempen. Gelre en Brabant voerden een veldslag, die door Brabant werd gewonnen. Bij het vredesverdrag van 1203 kwam het landrecht over de gehele Kempen aan Brabant, maar het recht op het kasteel Heeze werd gedeeld.
In 1211 heeft, vermoedelijk dezelfde, Herbertus een derde van de tienden van Sterksel geschonken ten behoeve van een kapel in die plaats.
De Herbertusbossen zijn vernoemd naar Herbertus van Heeze.